# Nicturia
La nicturia (pronuncia corretta: /nikˈturja/; pronuncia accettabile: /niktuˈria/) è una disfunzione dell'apparato urinario, che si manifesta nella frequente necessità di eliminazione dell'urina durante la notte.

## Definizione
Il termine si riferisce soltanto alle frequenti minzioni notturne, con produzione di urine in quantità superiori a quelle prodotte durante le ore diurne; quando invece l'urina viene eliminata sia durante il giorno che durante la notte, si parla di pollachiuria.

## Eziologia
È spesso collegata alle seguenti patologie:
- diabete mellito
- diabete insipido
- cistite batterica
- infezioni da clamidia
- problemi a carico della prostata[6]
- Insufficienza cardiaca
- patologie cardiovascolari che impediscono la corretta filtrazione a livello dei glomeruli renali nella stazione eretta
- patologie che provochino eccessiva produzione di urine durante la notte od in posizione clinostatica o comunque incapacità della vescica a dilatarsi per contenere le urine con meccanismi di continenza integri
- gravidanza in stato avanzato.

Inoltre, l'eccesso oppure l'assunzione tardiva di liquidi durante il giorno può causare una nicturia temporanea. Al 2017, si stima che coinvolga il 24,7 % della popolazione italiana con età compresa tra i 25 e 75 anni. Casi gravi e non curati di nicturia possono comportare conseguenze quali: disturbi del sonno, depressione, ipotensione e disidratazione.